# Dracy-Saint-Loup
Dracy-Saint-Loup este o comună în departamentul Saône-et-Loire, Franța. În 2009 avea o populație de 585 de locuitori.

## Evoluția populației
| An        | 1975 | 1982 | 1990 | 1999 | 2006 | 2009 |
| --------- | ---- | ---- | ---- | ---- | ---- | ---- |
| Populație | 477  | 575  | 663  | 615  | 558  | 585  |